# 増阿弥
増阿弥（ぞうあみ、生没年未詳）は、室町時代の田楽法師、田楽新座の役者。世阿弥と同時期に活躍し、田楽能の名手として世阿弥と人気を争った。「冷えに冷えたり」（『申楽談義』）と評されるように、幽玄な芸風の持ち主であったらしく、応永20年代ごろ足利義持の後援を受けて活躍した。
生年未詳ではあるが、応永21年（1414年）の年紀を持つ『竹生島縁起』に勧進者として名が挙がり、逆算して世阿弥と同年代かあるいはやや年下と考えられる。詳細不明ながら、『申楽談義』によれば「閑花風」（『九位』の第三位）の芸風で、東北院の立合能では「感涙も流るるばかり」の名演を見せたという。また「冷えに冷えたり」という有名な評言で知られる「尺八の能」を演じたことからも推測されるように、尺八をよくしたらしく、『体源抄』や『ささめごと』には豊原量秋に師事して名手であった旨の記載がある。
『仮面譜』以来、女面の増の作者もしくはモデルとなった女性の夫に擬せられることがあるが、真偽不明。